# Казым
Казы́м — река в России, правый приток Оби. Протекает по территории Белоярского района Ханты-Мансийского автономного округа — Югры.
Длина реки — 659 км, площадь водосборного бассейна — 35 600 км². Средний расход воды — 267 м³/с. Протекает по северной части Западно-Сибирской равнины. Долина сильно заболочена; русло извилистое. Питание главным образом снеговое. Замерзает в начале ноября, вскрывается во 2-й половине мая. Судоходна на 250 км.
В бассейн Казыма входят два крупных озера — Соромлор и Саран-Хо-Лор.
Город Белоярский находится на левом берегу реки.

## Притоки
(расстояние от устья)
- 14 км: Толтаёган
- 49 км: протока Айюган
  - 11 км: Вунтъайюган
  - 29 км: Ун-Вошсоим
- 50 км: протока Сорумказым
  - 49 км: Мозям (длина — 60 км)
- 62 км: Лыхн (Лыхма) (левый, длина — 285 км)
- 66 км: Атымъёган (длина — 58 км)
- 90 км: Выргим
- 119 км: Лобатъюган
- 119 км: Тапрыюган (правый, длина — 85 км)
- 138 км: Амня (левый, длина — 374 км)
- 164 км: Ун-Вунтъюган (длина — 61 км)
- 205 км: Мевлисъюган
- 210 км: Ун-Шакръюган
- 224 км: Сорум (длина — 190 км)
- 244 км: Няргиюган
- 247 км: Унвис
- 304 км: Помут (длина — 156 км)
- 334 км: Кельсиюган (длина — 94 км)
- 353 км: Ун-Вошъёган (длина — 115 км)
- 355 км: Нюрум-Юган
- 405 км: Тунгсортъёган
- 444 км: Куръёх (длина — 94 км)
- 447 км: Ай-Куръёх (длина — 65 км)
- 460 км: Сюньюган (длина — 59 км)
- 477 км: Вурыайёхан
- Мевтынгъёхан
- Лоховсанхомайёхан
- 500 км: Ёрнъёшайёхан
- 518 км: Моурвошъёган (длина — 65 км)
- Минда
- Ай-Ёхомсоим
- 573 км: Сорумказым
- 595 км: Сорумказым
- Сортъёган
- Евъёган
- Омрасъёган (Канвуяха)
- Парсаваръёган
- 644 км: Пулъёхан
- Ванктояха
- Янкоесятояха

## Природа
В бассейне реки Казым обитает до 42 видов рыб, но наиболее часто встречаются окунь, язь, щука, стерлядь, нельма, сиг, муксун.